# Rhodope (hétaïre)
Pour les articles homonymes, voir Rhodope.
Vous pouvez aider à l'améliorer ou bien discuter des problèmes sur sa page de discussion.
- Il ne cite pas suffisamment ses sources. Vous pouvez indiquer les passages à sourcer avec {{référence nécessaire}} ou {{Référence souhaitée}}, et inclure les références utiles en les liant aux notes de bas de page. (Marqué depuis mai 2024)
- Certaines informations devraient être mieux reliées aux sources mentionnées dans la bibliographie ou les liens externes. Améliorez sa vérifiabilité en les associant par des références. (Marqué depuis mai 2024)

- Archive Wikiwix
- Bing
- Cairn
- DuckDuckGo
- E. Universalis
- Gallica
- Google
- G. Books
- G. News
- G. Scholar
- Persée
- Qwant
- (zh) Baidu
- (ru) Yandex
- (wd) trouver des œuvres sur Wikidata

Rhodope  (en grec ancien : Ῥοδόπη / Rhodópē) est une hétaïre grecque de l'Antiquité, native de Thrace.

## Historique
D'après Hérodote, elle fut la maîtresse d'Ésope, quand ils étaient esclaves à la cour d'un roi de Samos.
Conduite en Égypte par Xanthos de Lesbos, elle fut achetée par Charax, Mytilénien et frère de Sappho, qui l'épousa. Puis elle s'établit à Naucratis, où elle acquit de si grandes richesses en vendant ses faveurs, qu'elle put, dit-on, bâtir à ses frais une pyramide.
Élien rapporte une anecdote selon laquelle un aigle lui vola une de ses sandales alors qu'elle était au bain. L'oiseau la laissa tomber aux pieds du pharaon Psammétique. Celui-ci, frappé par la délicatesse de la pantoufle, se promit d'épouser la femme à qui elle appartenait. Cette anecdote, livrée également par Strabon, peut être considérée comme la source du conte de Cendrillon.